# Ivar Cederschiöld
Per Ivar Gavelius Cederschiöld, född den 4 juni 1858 i Växjö, död den 11 september 1906 i Mariestad, var en svensk jurist. Han var brorson till Maria Cederschiöld och bror till Henrik Cederschiöld.
Cederschiöld blev 1877 student vid Lunds universitet, där han avlade examen till rättegångsverken 1880 och kansliexamen 1881. Han blev vice häradshövding 1884 och var häradshövding i Vadsbo norra domsaga från 1898 till sin död.